# 1965 في جمهورية أيرلندا
فيما يلي قوائم الأحداث التي وقعت خلال عام 1965 في جمهورية أيرلندا.

## سياسة

### تعيين في المنصب
- 21 أبريل – أرسكين تشايلدرز هاميلتون نائب دييل.
- 21 أبريل – باتريك هوجان نائب دييل.
- 21 أبريل – بادريج فولكنر نائب دييل.
- 21 أبريل – تشارلز هوهي نائب دييل.
- 21 أبريل – توم هيجينز نائب دييل.
- 21 أبريل – توماس فيتزباتريك نائب دييل.
- 21 أبريل – جاك لينش نائب دييل، وزير المالية [الإنجليزية]‏.
- 21 أبريل – جون أ كوستيلو نائب دييل.
- 21 أبريل – جون أوكونيل نائب دييل.
- 21 أبريل – جيمس ديلون نائب دييل.
- 21 أبريل – دينيس جونز نائب دييل.
- 21 أبريل – شون تريسي نائب دييل.
- 21 أبريل – شيموس باتيسون نائب دييل.
- 21 أبريل – فرانك ايكن نائب دييل، تانيست.
- 21 أبريل – مايكل أوليري نائب دييل.
- 23 يونيو – جاريت فيتزجيرالد عضو مجلس الشيوخ من أيرلندا.

### انتهاء فترة المنصب
- 11 مارس – أرسكين تشايلدرز هاميلتون نائب دييل.
- 11 مارس – باتريك هوجان نائب دييل.
- 11 مارس – بادريج فولكنر نائب دييل.
- 11 مارس – تشارلز هوهي نائب دييل.
- 11 مارس – توم هيجينز نائب دييل.
- 11 مارس – جاك لينش نائب دييل،وزير الأشغال والمشاريع والابتكار [الإنجليزية]‏.
- 11 مارس – جون أ كوستيلو نائب دييل.
- 11 مارس – جيمس ديلون نائب دييل،زعيم فاين جايل [الإنجليزية]‏، زعيم المعارضة [الإنجليزية]‏.
- 11 مارس – دينيس جونز نائب دييل.
- 11 مارس – شون تريسي نائب دييل.
- 11 مارس – شيموس باتيسون نائب دييل.
- 11 مارس – فرانك ايكن نائب دييل.

## مواليد

### مايو
- 14 مايو – يون كولفر

### سبتمبر
- 19 سبتمبر – كياران كانون سياسي أيرلندي.

### أكتوبر
- 31 أكتوبر – دينيس إيروين لاعب كرة قدم أيرلندي.

## وفيات

### أغسطس
- 9 أغسطس – كريتون هيل (مواليد 1882) ممثل أمريكي.

### ديسمبر
- 29 ديسمبر – جوردون هولمز (مواليد 1876) طبيب أعصاب أيرلندي.
- 30 ديسمبر – هنري جورج فارمر (مواليد 1882)